# Дибензофуран
Дибензофуран — органическое гетероциклическое вещество, состоящее из трёх конденсированных циклов: одного фуранового и двух бензольных.

## Получение
Дибензофуран коммерчески доступен. Очистку загрязнённого вещества проводят путём перекристаллизации из этанола.

## Строение и физические свойства
Дибензофуран растворим в этаноле, диэтиловом эфире, тетрагидрофуране, бензоле и уксусной кислоте; нерастворим в воде.

## Химические свойства

### Восстановление
Дибензофуран можно несколькими способами эффективно восстановить в 2-гидроксибифенил: к гидрогенолизу соединение устойчиво, но аккуратное разложение водой продукта его литиирования позволяет разорвать одну связь С–О. Описаны также другие методы данного восстановления.

### Расширение цикла
При обработке дибензофурана литием и TMEDA образуется дилитиевый аддукт, который можно ввести в реакцию с рядом альдегидов или кетонов и получить дибензопираны, тем самым расширяя центральный пятичленный цикл до шестичленного.

### Реакция Фриделя — Крафтса
Как алкилирование, так и ацилирование по Фриделю — Крафтсу для дибензофурана исследовано хорошо: данные процессы систематически приводят к введению алкильных и ацильных заместителей по положению 2.

### Галогенирование
Дибензофуран с исключительной региоселективностью подвергается дигалогенированию в кислой среде по положениям 2 и 8. Получаемые симметричные 2,8-дигалогенпроизводные используются для дальнейшей функционализации дибензофурана, например, реакциями кросс-сочетания.

### орто-Литиирование
Обработка дибензофурана н-бутиллитием приводит к его литиированию по положению 4 благодаря направляющему действию гетероциклического атома кислорода. В более жёстких условиях можно получить ди-орто-литиированное производное по положениям 4 и 6. Далее подобные литиевые производные вводят в реакции с различными электрофильными реагентами.